# Alingsås IF
Alingsås IF ist ein schwedischer Sportverein aus Alingsås. Die Fußballmannschaft spielte in den 1930er und den 1960er Jahren jeweils kurzzeitig in der zweithöchsten schwedischen Spielklasse.

## Geschichte
Alingsås IF gründete sich 1906 und spielte bei Einführung der schwedischen Ligapyramide in den 1920er Jahren zunächst unterklassig. Nachdem der Verein 1932 in die Drittklassigkeit aufgestiegen war, etablierte er sich auf Anhieb im vorderen Bereich und erreichte 1935 als Staffelsieger die Aufstiegsrunde zur zweiten Liga. Dort verlor sie zwar gegen Oskarströms IS, der Konkurrent zog sich jedoch aus finanziellen Gründen zurück und Alingsås IF stieg auf. In der zweiten Liga spielte der Klub gegen den direkten Wiederabstieg, der lediglich aufgrund des besseren Torquotienten gegenüber dem punktgleichen Konkurrenten IFK Värnamo vermieden wurde. Im folgenden Jahr überraschte die Mannschaft als Tabellendritter hinter Degerfors IF und Karlskoga IF, ehe sie am Ende der dritten Spielzeit in der Zweitklassigkeit als Tabellenvorletzter gemeinsam mit Karlstads BIK in die dritte Liga abstieg.
Nach dem Abstieg etablierte sich Alingsås IF im mittleren Tabellenbereich seiner Drittligastaffel, wobei die Mannschaft zeitweise in Abstiegsgefahr geriet. Bei der Reduzierung der Anzahl der Staffeln von 17 auf vier am Ende der Spielzeit 1946/47 wurde der Klub Opfer der Ligareform. Ende der 1950er Jahre rutschte der Klub bis in die Fünftklassigkeit ab, kehrte aber zur Spielzeit 1962 in die dritte Liga zurück. Bereits in der zweiten Spielzeit auf diesem Spielniveau spielte die Mannschaft um den Wiederaufstieg in die zweite Liga, lediglich die schlechtere Tordifferenz gegenüber dem punktgleichen Staffelsieger Grimsås IF verhinderte 1963 die Rückkehr. Zwei Jahre später meldete sich der Klub als Staffelsieger vor Kinna IF in der Zweitklassigkeit zurück.
Als Tabellenfünfter landete Alingsås IF im ersten Jahr im vorderen Mittelfeld und konnte diese Position als Vierter im Folgejahr bestätigen. Wiederum dauerte der Aufenthalt in der Zweitklassigkeit drei Jahre, gemeinsam mit Norrby IF und BK Derby belegte der Klub 1968 einen Abstiegsplatz. In der dritten Liga spielte die Mannschaft anfangs um den Wiederaufstieg, der als Tabellenzweiter oder -dritter mehrfach nur knapp verpasst wurde. Die Spielzeit 1986 endete bitter für den Klub: Hatte er sich in den Vorjahren schlechtestenfalls im mittleren Ligabereich platziert, gelang nur ein Saisonsieg. Da im Zuge einer Ligareform erneut die Staffelanzahl verringert wurde, war der letzte Tabellenplatz gleichbedeutend mit einer Degradierung in die Fünftklassigkeit.
Nachdem Alingsås IF Ende der Spielzeit 1992 in die vierte Liga zurückgekehrt war, gelang bereits am Ende der Spielzeit 1994 der Wiederaufstieg in die dritte Liga. Hier konnte sich der Klub jedoch nicht halten und stieg als Tabellenletzter direkt wieder ab und wurde anschließend bis Ende der 1990er Jahre in die sechste Liga durchgereicht. 2001 in die fünfte Liga zurückgekehrt, pendelte der Klub in den folgenden Jahren zwischen fünftem und sechstem Spielniveau.

### Frauenfußball
In der Saison 2024 gelang dem Frauenfußballteam der Aufstieg in die Damallsvenskan.